# Manderup (Name)
Manderup ist ein dänischer männlicher Vorname und Familienname.

## Herkunft und Verbreitung
Der Name leitet sich ursprünglich vom Ortsnamen Manderup ab, zunächst als Familienname, dann auch als Tauf- und Vorname. Der Name ist in Dänemark sehr selten, etwas häufiger ist Mandrup.

## Varianten
- dänisch: Mandrup
- latinisiert: Mandropius

## Namensträger
- Rochus Otto Manderup Heinrich Fürst zu Lynar (1793–1860), deutscher Standesherr von Drehna in der Niederlausitz und Schriftsteller
- Manderup Parsberg (1546–1625), dänischer Reichsrat und Gesandter
- Otto Manderup Rantzau (1719–1768), dänischer Stiftsamtmann auf Island und den Faröern